# West Bloomfield Township
West Bloomfield Township is een plaats (census-designated place) in de Amerikaanse staat Michigan, en valt bestuurlijk gezien onder Oakland County.

## Demografie
Bij de volkstelling in 2000 werd het aantal inwoners vastgesteld op 64.862.

## Geografie
Volgens het United States Census Bureau beslaat de plaats een oppervlakte van
80,8 km², waarvan 70,8 km² land en 10,0 km² water.

## Plaatsen in de nabije omgeving
De onderstaande figuur toont nabijgelegen plaatsen in een straal van 12 km rond West Bloomfield Township.